# Station Malling (Frankrijk)
Station Malling is een spoorwegstation in de Franse gemeente Malling.

## Treindienst
| Serie           | Treinsoort | Route                                                | Bijzonderheden              |
| --------------- | ---------- | ---------------------------------------------------- | --------------------------- |
| TER 86400 RE 16 | TER (SNCF) | Metz-Ville – Thionville – Malling – Perl – Trier Hbf | rijdt alleen in het weekend |